# کانتیلو (تگزاس)
کانتیلو (به انگلیسی: Canutillo) یک منطقهٔ مسکونی در ایالات متحده آمریکا است که در شهرستان ال پاسو، تگزاس واقع شده‌است. کانتیلو ۷٫۵ کیلومتر مربع مساحت و ۶٬۳۲۱ نفر جمعیت دارد و ۱٬۱۵۰ متر بالاتر از سطح دریا واقع شده‌است.